# 夏一番
『夏一番』（なついちばん）は、田原俊彦の4枚目のオリジナル・アルバム。1982年3月27日、NAVレコードよりリリース。

## 概要
前作『No.3 Shine Toshi』から9か月ぶりのオリジナル・アルバム。豪華大型ポスター、写真集付歌詞カード付属。1枚目のアルバム「田原俊彦」以来、ロゴマーク「TOSHI」がジャケットに載る。

## 収録曲
1. 刺激的サンバ
作詞・作曲：宮下智　編曲：船山基紀
2. 恋はNazo Nazo
作詞：小林和子　作曲：小田裕一郎　編曲：大谷和夫
3. サマーポーションNo.1
作詞：尾関昌也　作曲：尾関裕司　編曲：大谷和夫
4. セクシー・ヴァージン
作詞：岡田冨美子　作曲：小田裕一郎　編曲：大村雅朗
5. 決死のミッドナイト・デイト
作詞・作曲：宮下智　編曲：飛澤宏元
6. 誘惑ミー
作詞：糸井重里　作曲：小田裕一郎　編曲：船山基紀
7. 嘆きの薔薇
作詞：小林和子　作曲：小田裕一郎　編曲：船山基紀
8. Love Storyを抱きしめて
作詞：さがらよしあき　作曲：網倉一也　編曲：船山基紀
9. 恋のイニシャル
作詞：森雪之丞　作曲：加瀬邦彦　編曲：大村雅朗
10. サマー・ブリーズ
作詞・作曲：宮下智　編曲：船山基紀